# Graham Vivian Sutherland
Graham Vivian Sutherland (Londra, 24 agosto 1903 – Mentone, 17 febbraio 1980) è stato un pittore britannico.

## Biografia
I suoi genitori erano George Humphrey Vivian Sutherland (1873–1952) ed Elsie Foster  (1877–1957).
Può essere considerato fra i capiscuola della pittura britannica contemporanea. Iniziò come incisore risentendo dell'influsso di Blake e insegnò incisione al Chelsea College of Art and Design.
Illustrò libri, disegnò costumi e scenografie per il teatro, indi, dal 1936, si dedicò alla pittura dando del surrealismo una versione originalissima e tipicamente inglese in cui sono presenti influssi di Klee, Lam e Picasso.
Nel primo periodo lavorò su un'idea di paesaggio trasformando le forme vegetali e minerali in specie di totem che emergono minacciosi dal fondo unito in un clima denso di suggestioni psicoanalitiche. Durante la guerra fu incaricato, assieme ad altri artisti, tra cui Moore e Nash, di illustrare episodi della vita londinese nel periodo bellico. Egli ne diede una interpretazione personalissima, dipingendo allucinanti visioni di Londra e del Galles devastati dai bombardamenti.
È il periodo in cui l'artista intensifica l'interesse sullo studio della figura umana, attraverso cui perverrà poi alla dolorosa Crocifissione per la Chiesa di St. Matthew di Northampton e ai numerosi bozzetti eseguiti dal 1952 al 1961 per l'arazzo del Cristo in gloria nella Cattedrale di Coventry. Negli anni Settanta si occupò anche di Mailart ed ebbe contatti in Italia con Eraldo Di Vita di Milano.
Negli anni seguenti tornò, con Forme in piedi e Teste, alle indagini dell'inconscio: ne sono costanti il tema del dolore (motivo ricorrente delle spine), le allusioni al fascino dell'inatteso e un senso di persistente angoscia esistenziale permeata di ossessioni ancestrali (altro motivo ricorrente di insetti e mostri). L'artista è famoso anche per i suoi ritratti di persone celebri: William Somerset Maugham, Winston Churchill ed altri.
Presente come espositore alla Biennale di Venezia del 1952 e alla Biennale di San Paolo nel 1955, una grande mostra antologica della sua opera venne allestita in Italia nel 1965 alla Galleria d'Arte moderna di Torino.